# Cyrtodactylus cryptus
Espèce
Cyrtodactylus cryptus est une espèce de geckos de la famille des Gekkonidae.

## Répartition
Cette espèce est endémique de la province de Quảng Bình au Viêt Nam.

## Publication originale
- Heidrich, Rösler, Thanh, Böhme & Ziegler, 2007 : Another new Cyrtodactylus (Squamata: Gekkonidae) from Phong Nha - Ke Bang National Park, central Truong Son, Vietnam. Zootaxa, n. 1445, p. 35-48.